# Przemków (gemeente)
De gemeente Przemków is een stad- en landgemeente in het Poolse woiwodschap Neder-Silezië, in powiat Polkowicki.
De zetel van de gemeente is in Przemków.
Op 30 juni 2004 telde de gemeente 8868 inwoners.

## Oppervlakte gegevens
In 2002 bedroeg de totale oppervlakte van gemeente Przemków 108,04 km², waarvan:
- agrarisch gebied: 44%
- bossen: 33%
- ok. 8% wody (m.in. Stawy Przemkowskie)

De gemeente beslaat 13,85% van de totale oppervlakte van de powiat.

## Plaatsen
- stad Przemków
- dorpen:
  - Jakubowo Lubińskie,
  - Jędrzychówek,
  - Karpie,
  - Krępa,
  - Łężce,
  - Ostaszów,
  - Piotrowice,
  - Szklarki,
  - Wilkocin,
  - Wysoka.
- dwa przysiółki:
  - Jakubowo-Węgielin,
  - Łąkociny.

## Demografie
Stand op 30 juni 2004:
| Omschrijving                   | Totaal | Totaal | Vrouwen | Vrouwen | Mannen | Mannen |
| ------------------------------ | ------ | ------ | ------- | ------- | ------ | ------ |
| eenheid                        | aantal | %      | aantal  | %       | aantal | %      |
| inwoners                       | 8868   | 100    | 4505    | 50,8    | 4363   | 49,2   |
| bevolkingsdichtheid (inw./km²) | 82,1   | 82,1   | 41,7    | 41,7    | 40,4   | 40,4   |

In 2002 bedroeg het gemiddelde inkomen per inwoner 1436,36 zł.

## Aangrenzende gemeenten
Chocianów, Gaworzyce, Gromadka, Niegosławice, Radwanice, Szprotawa